# Kostel Nanebevzetí Panny Marie (Liběšice)
Kostel Nanebevzetí Panny Marie v Liběšicích je římskokatolický farní kostel liběšické farnosti. Empírová podoba původně gotického kostela ze 14. století s renesanční věží, pochází z přestavby v roce 1813. Nachází se v obci Liběšice vzdálené 12 km od Litoměřic. Na ohradní zdi kostela a v jeho blízkém okolí je mnoho vzácných soch, o jejichž záchranu a obnovu probíhá na začátku 21. století velké úsilí. Je chráněn jako kulturní památka.

## Historie

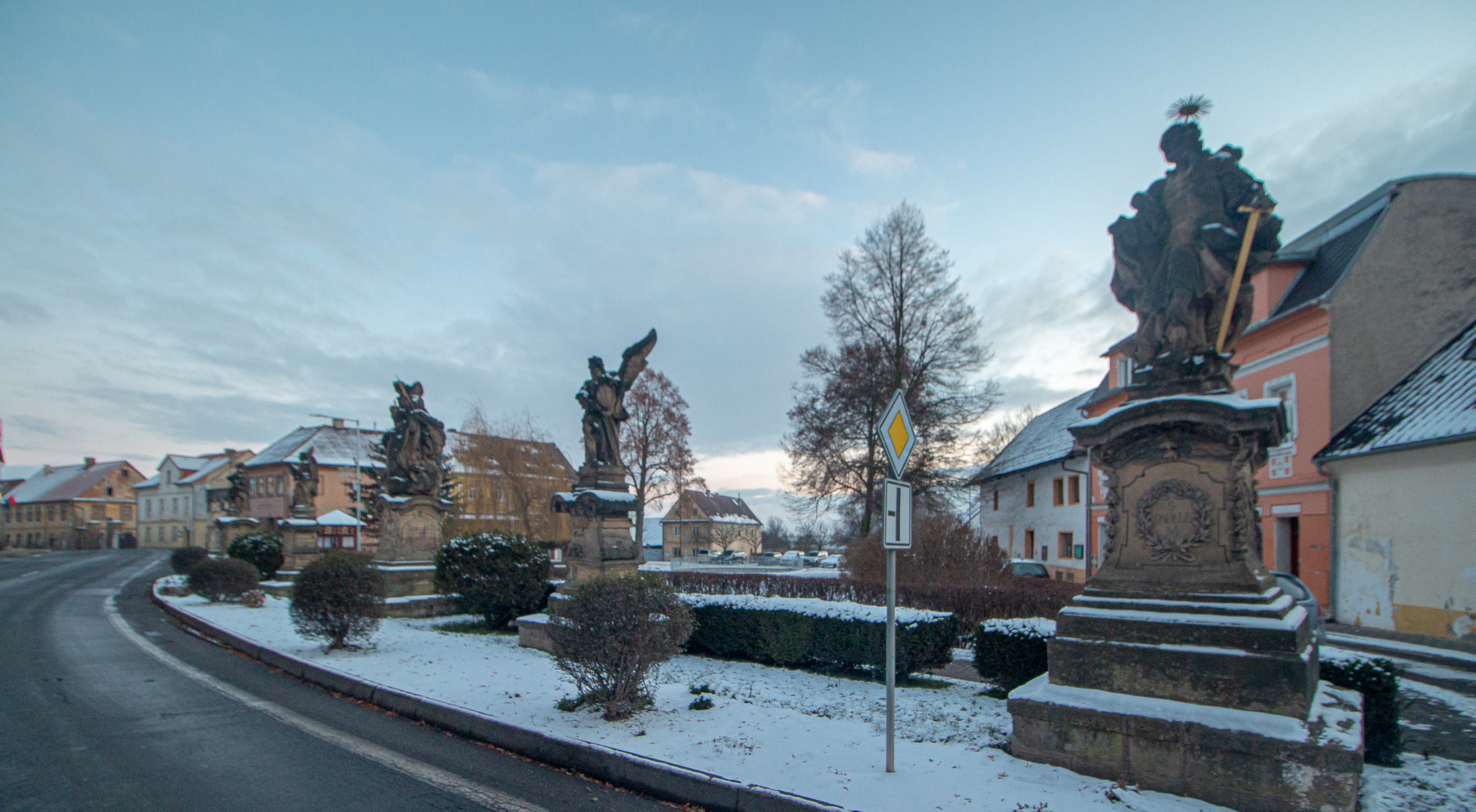
Sochy při silnici u liběšického kostela

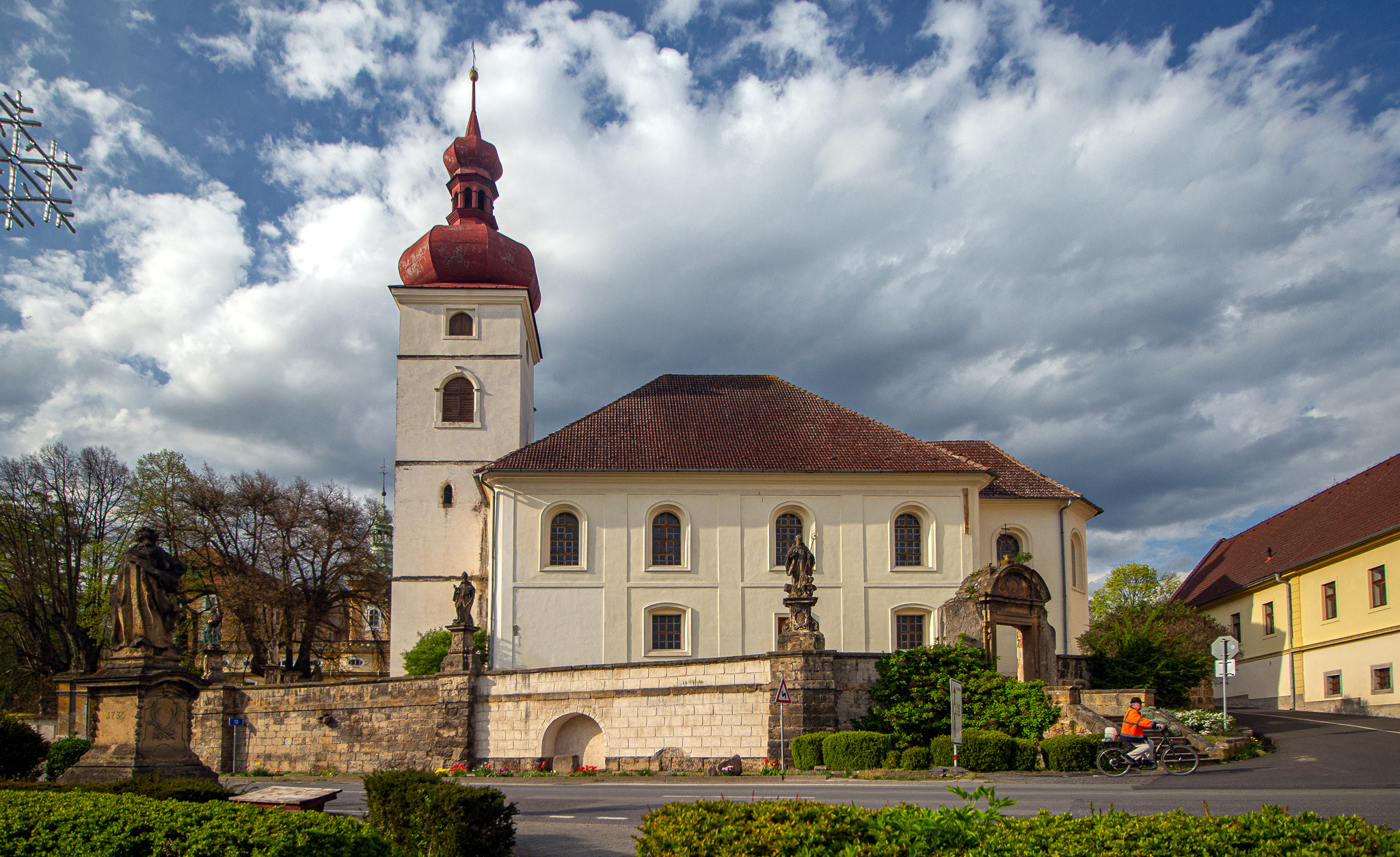
Boční pohled

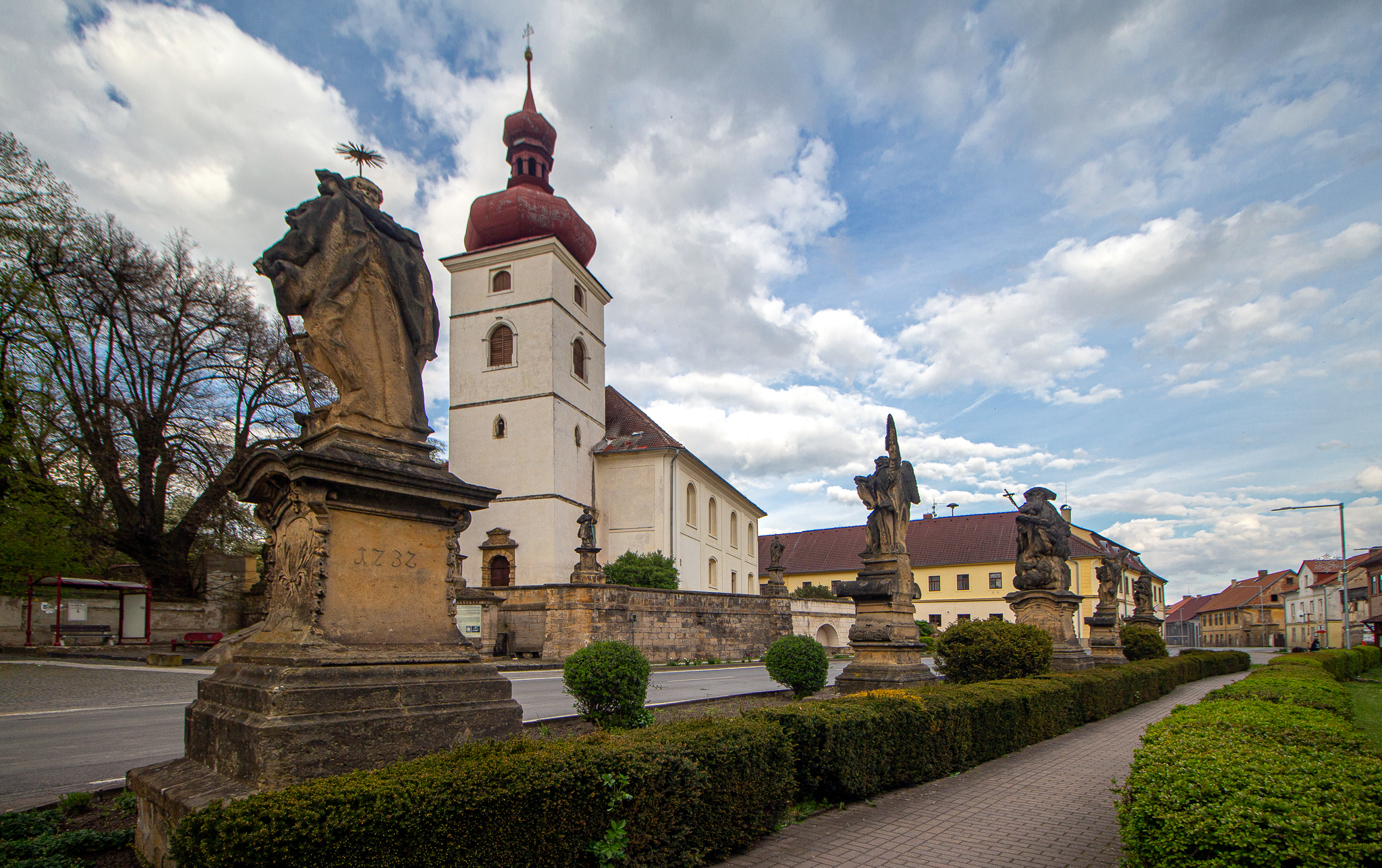
Sochy při silnici u liběšického kostela

Původní kostel zde stával již v roce 1352. Za husitských dob se v něm sloužily bohoslužby pod obojí způsobou. V období reformace se stal kostelem luteránským. Od roku 1622 je opět kostelem katolickým. Renesanční věž byla postavena v letech 1589-1591. Roku 1638 kostel vyhořel a na počátku 19. století byl až na renesanční věž zbourán. V dnešní empírové podobě z roku 1813 jej stavěli Josef Gaube za vedení Davida Diallera, kteří oba pocházeli z Litoměřic.

## Architektura
Kostel je jednolodní stavba s odsazeným polygonálním presbytářem, severní sakristií, hranolovou západní věží s barokní bání. Kamenný portál věže je renesanční, půlkruhově sklenutý. Má bosované ostění a dva znaky v supraportě. Okna jsou hrotitá. V lodi i presbytáři je plochý strop. Po obou stranách jsou boční empory na segmentovaných arkádách, které jsou podklenuty plackami.

## Zařízení kostela
Hlavní oltář se nachází na východní stěně presbytáře. Jedná se o malovanou oltářní architekturu z doby výstavby kostela jejímž autorem je snad F. Kučera z Litoměřic. Nad touto malovanou architekturou je zavěšen obdélný titulární barokní obraz Nanebevzetí Panny Marie z doby po roce 1680 od Jana Jiřího Heinsche. Po stranách se nachází dvě barokní zlacené sochy sv. Petra a Pavla pocházející z 18. století. Bílozlatý tabernákl barokních tvarů s dvěma sochami andělů byl získán roku 1910 z Dolních Rakous z Großrußbach. Po stranách triumfálního oblouku se nacházejí dva boční oltáře. Na severním boční oltáři je obraz sv. Barbory signovaný Johann Birnbaum inv. 1844, na jižním boční oltáři je zlacená barokní socha Piety ze 17. století. Pod severní emporou uprostřed u dalšího boční oltáře jsou menší zlacené barokní sochy sv. Jana Nepomuckého a sv. Prokopa z 18. století. Na bočních stěnách presbytáře vlevo jsou dva obdélné barokní obrazy sv. Vavřince a Floriána od Jana Jiřího Heinsche, které vznikly po roce 1680. Vedle nich je obraz sv. Josefa v rámu s rokajovým nástavcem pocházejícím z poloviny 18. století. Vpravo jsou dva obdélné barokní obrazy z 18. století s motivy světců s vysokou zvěří: obraz snad sv. Prokopa s laní a sv. Huberta s jelenem. Mezi nimi je umístěn menší obraz sv. Aloise v bohatě řezaném rámu členitých tvarů s rokajovými řezbami pocházející z období po polovině 18. století. Pod ním se nachází ve zlaceném rokokovém rámu z 18. století obraz Spasitele, který je protějškovým obrazem Madony po západní kruchtou. Na západní straně je umístěn obraz sv. Anny, který byl získaný roku 1858 z Rychnova. V kostele stávala jednoduchá dřevěná kazatelna, která byla odstraněna v důsledku liturgické reformy II. vatikánského koncilu v sedmdesátých letech 20. století. Varhany jsou s malými rokajovým křídly. Přestavbou prošly roku 1816. Křtitelnice z počátku 17. století je cínová, pozdně renesanční s kónickou polygonální nádrží na vysoké členité noze. Je bohatě plastická s reliféry cherubů. Po roce 2012, po úmrtí dosavadního duchovního správce Prof. M. Zedníčka, jemuž byl v roce 2013 na jižní stěně umístěn kenotaf, došlo z aktivity obce k výmalbě kostela a v některých případech i k odlišnému umístění zařízení, které bylo též doplněno o další prvky.

## Zvon
Do renezanční věže z 16. století byl v roce 2015 zavěšen ocelový zvon Mária, který byl ulit v roce 1920 ve vítkovických železárnách pro kostel sv. Jiří v Dobré. Doberská farnost darovala zvon, který byl nahrazen zvonem novým bronzovým. Zvon má spodní průměr 107,5 cm, délka srdce 101 cm, elektrický pohon z šedesátých let 20. století. Zdoben je dvoulinkou mezi nimi je označení EW XIII. No. 218.
Zvon ze zvonařství Perner v Pasově byl v jubilejním roce Milosrdenství mariánského poutního místa Liběšice u Žatce 2017 instalován.

## Okolí kostela
Na jižním schodišti kostela je umístěna barokní brána s kamenným rámem a letopočtem 1691. U západního schodiště stojí na pilířích sochy Panny Marie a archanděla Gabriela ze 17. století. Vlevo na zídce stojí rokoková socha sv. Aloise z poloviny 18. století. Vpravo je socha sv. Vavřince s letopočtem 1669. Dále směrem k jižní bráně jsou pozdně barokní sochy sv. Donáta a sv. Leonarda pocházející z roku 1762. Bývalý hřbitov kolem kostela je vyvýšen a je přístupný po dvou schodištích.

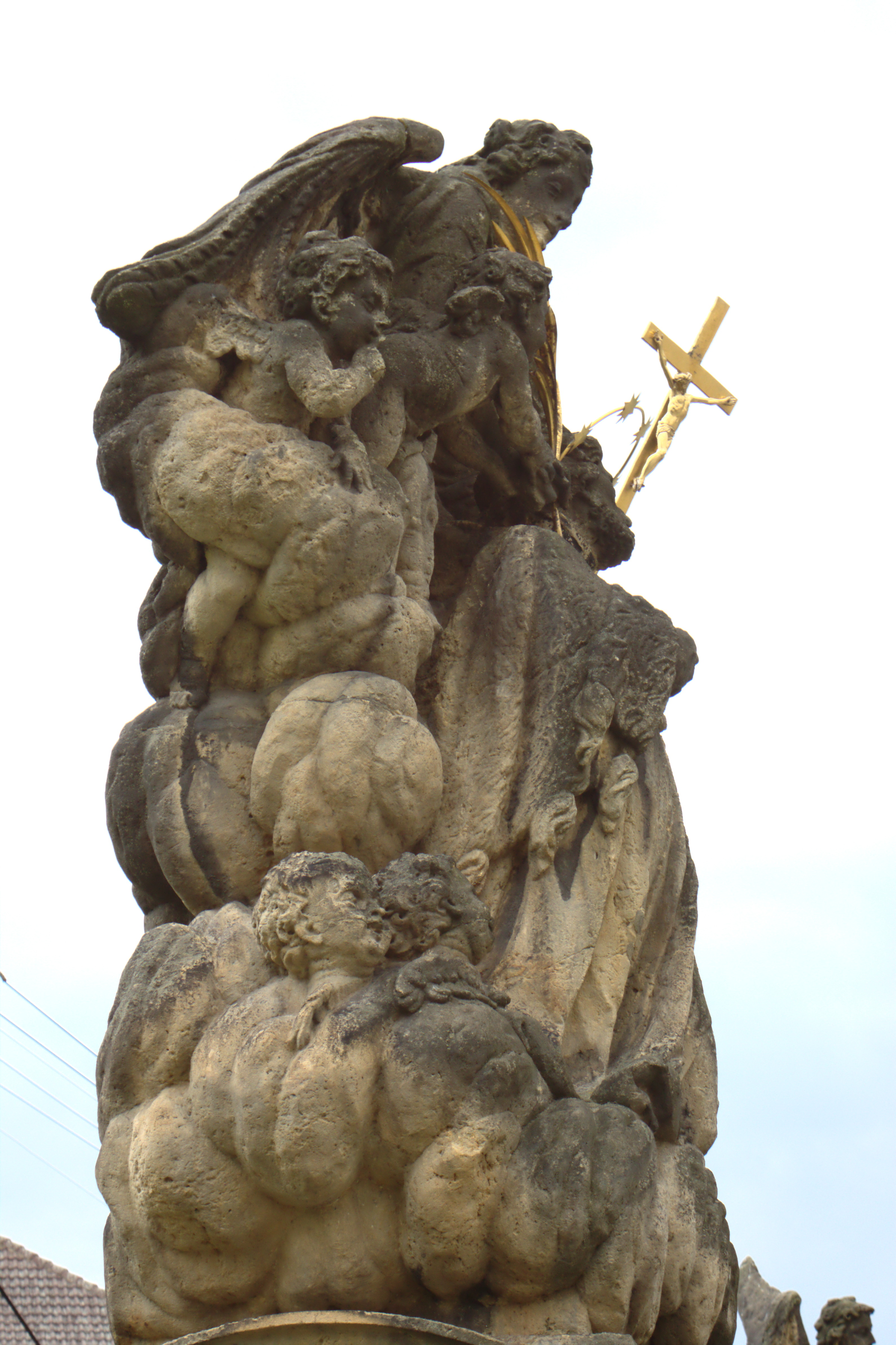
Socha poblíž kostela
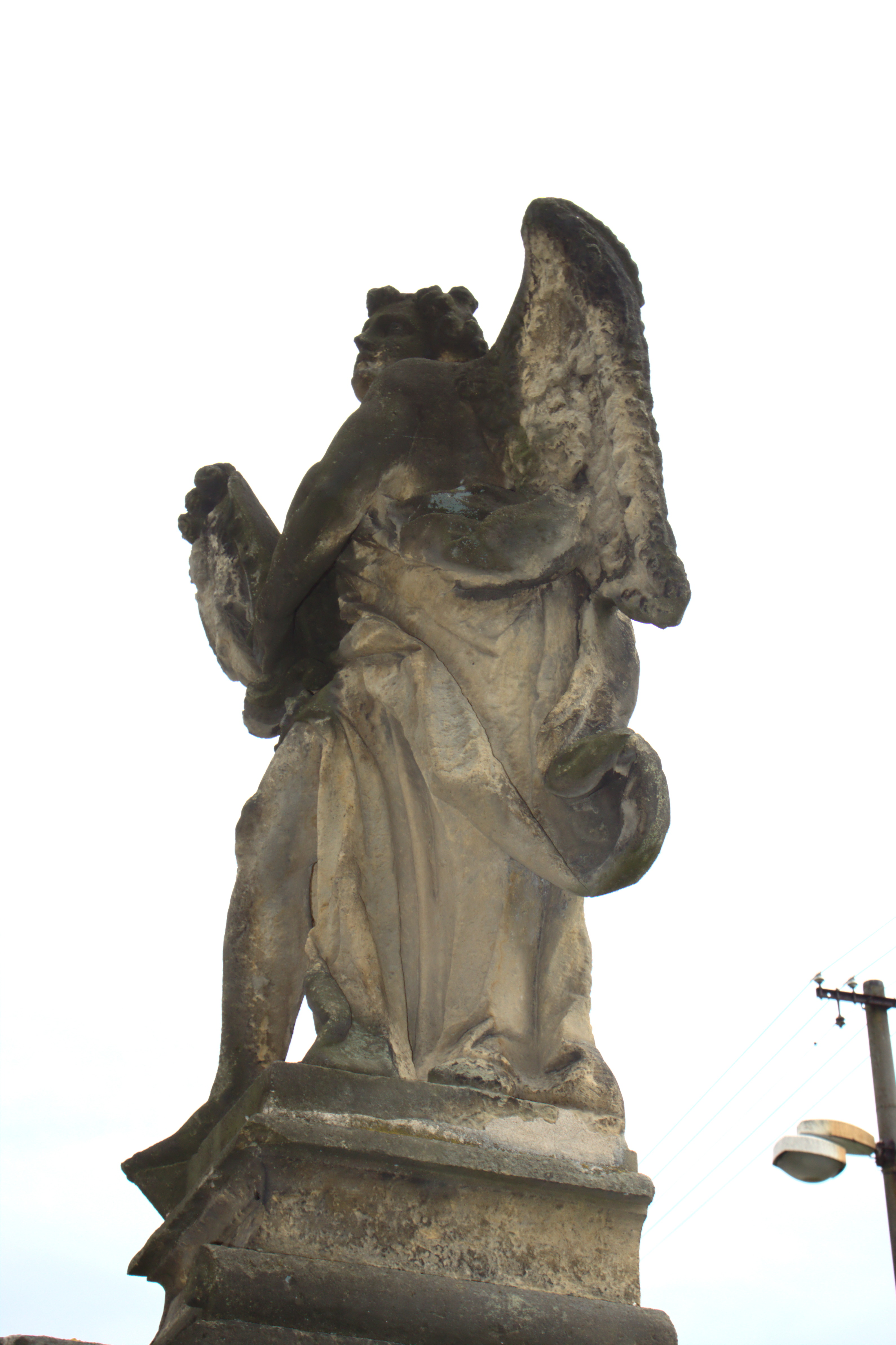
Socha anděla u kostela
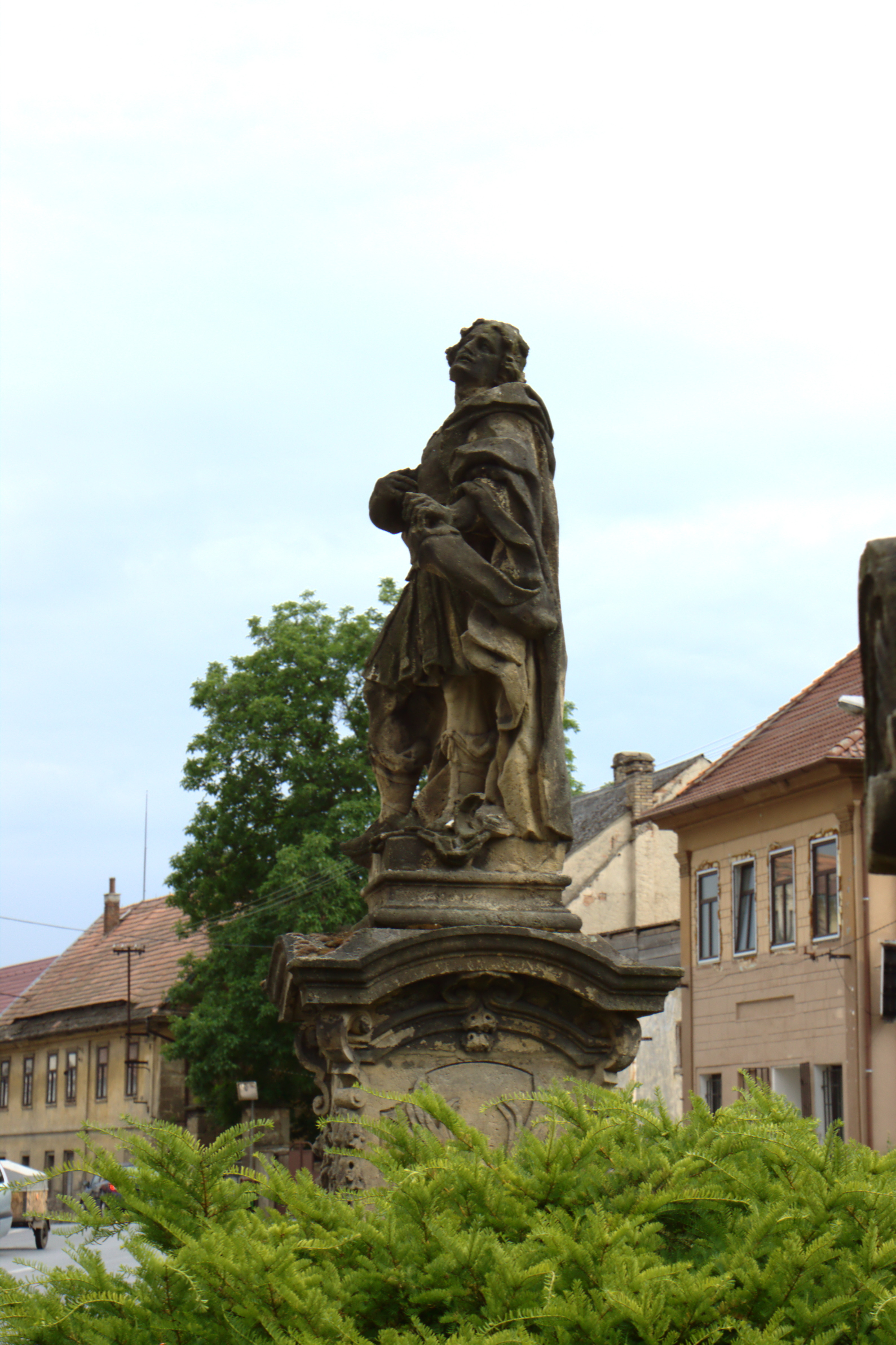
Detail sochy při silnici